# Dodge Dart
Dodge Dart ist die Typenbezeichnung für mehrere der zum US-amerikanischen Chrysler-Konzern gehörenden Automobilmarke Dodge in den Jahren 1959 bis 1976 und ab 2013 hergestellte Modelle. In den Jahren 1971 und 1972 wurde eine vom Grundmodell abgeleitete Coupévariante unter dem Namen Dodge Demon angeboten.

## Modelljahre 1960/61

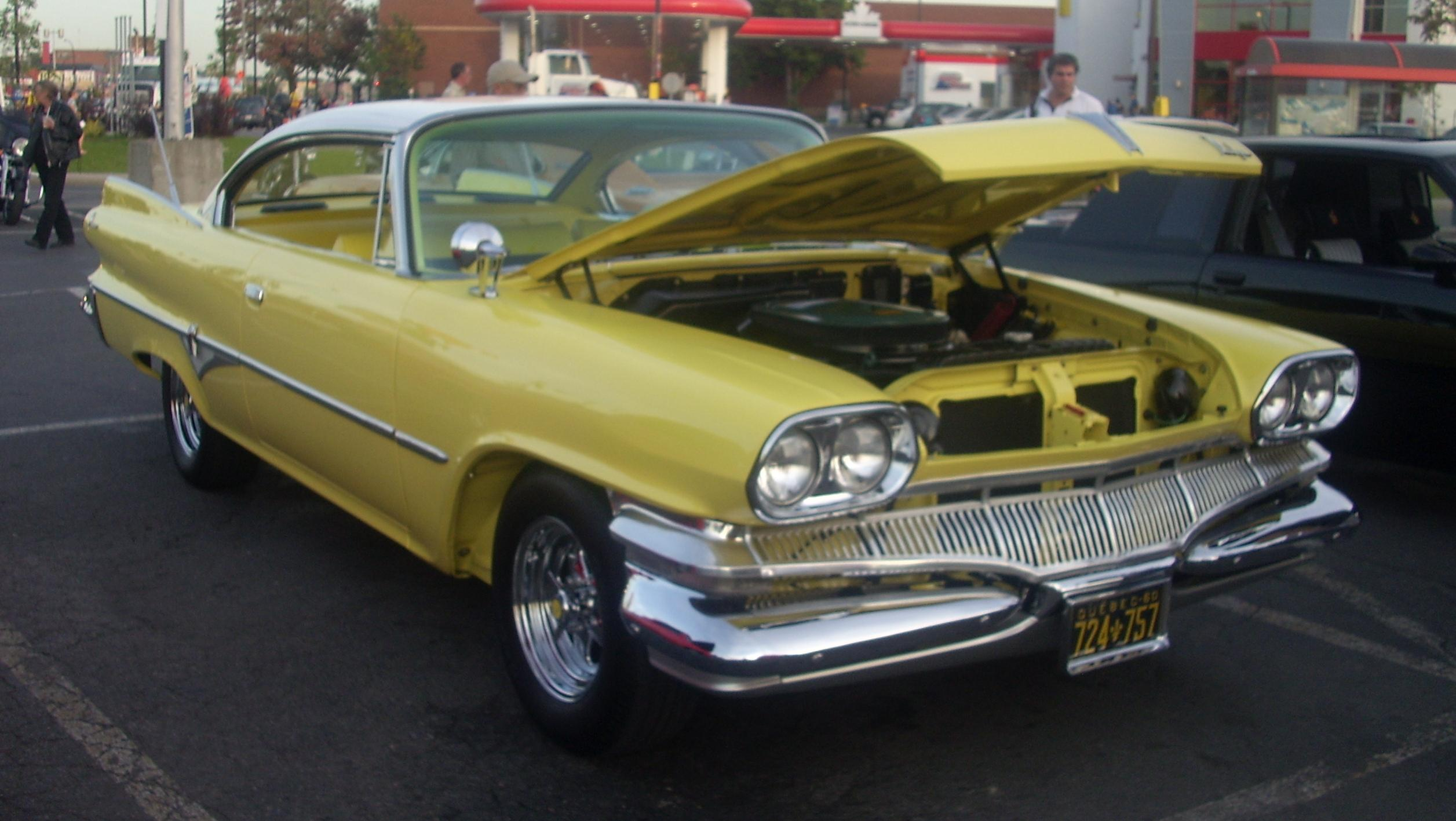
Dodge Dart Pioneer Hardtop-Coupé 1960

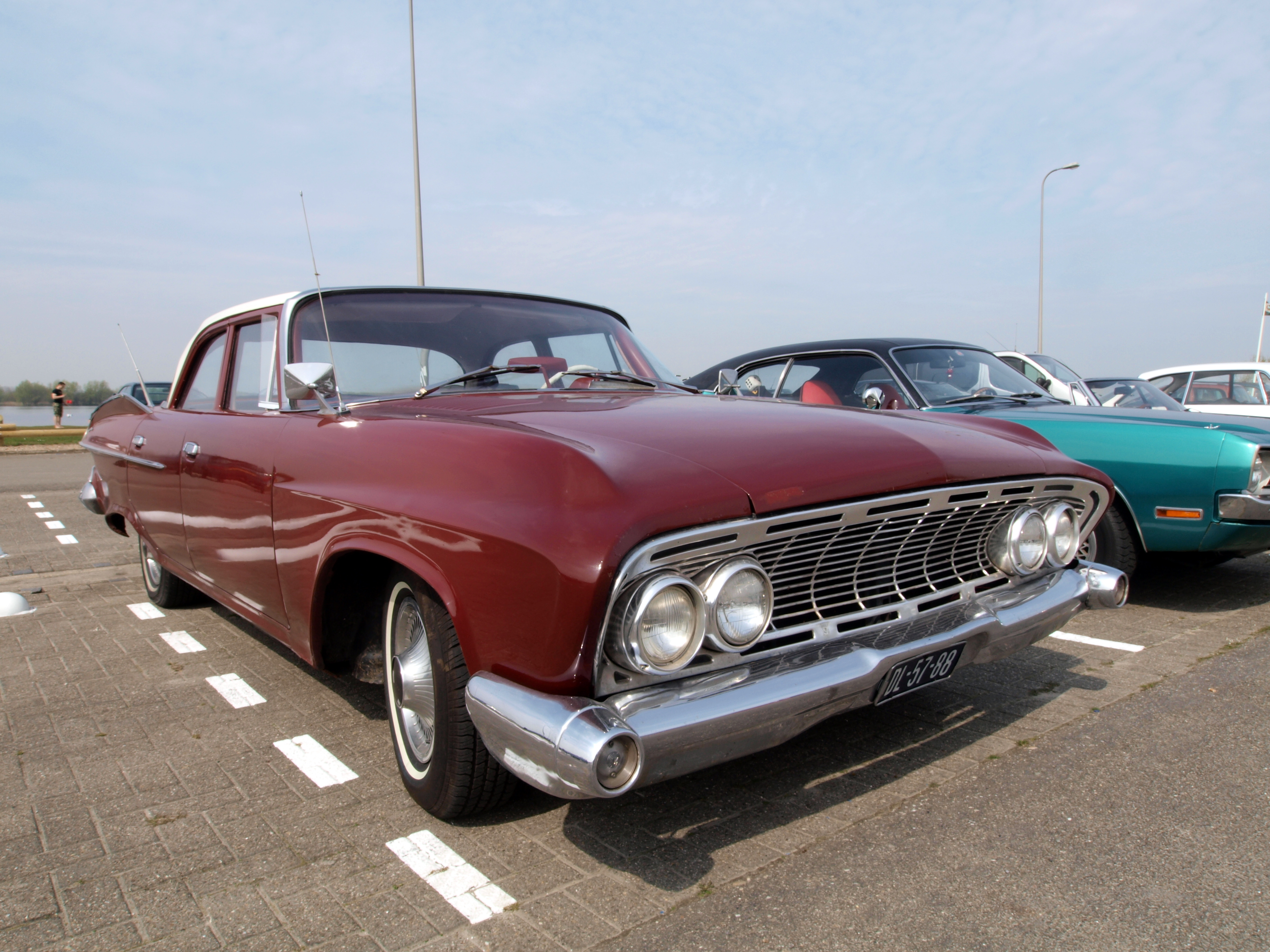
Dodge Dart Seneca 1961

Erstmals tauchte die Bezeichnung Dart an Dodge-Modellen im Modelljahr 1960 auf, wo sie ein neues Einstiegsmodell benannten, das unterhalb der großen Modelle Dodge Matador und Dodge Polara rangierte und das Modellprogramm von Dodge um ein preisgünstigeres Auto ergänzte. Sämtliche Dart-Modelle mit Ausnahme der Kombis hatten einen gegenüber Matador und Polara um 10 cm verkürzten Radstand und maßen auch in der Länge 10 cm weniger. Angeboten wurden diese mit selbsttragender Karosserie versehenen Modelle als zwei- und viertürige Limousinen (letztere mit B-Säulen oder als Hardtop-Version), als fünftürige Kombis, als Hardtop-Coupé sowie als Cabriolet. Drei Ausstattungsstufen standen zur Wahl: Dart Seneca, Dart Pioneer und Dart Phoenix. Den Antrieb übernahm serienmäßig ein 3,7-Liter-Reihensechszylinder (145 hp/147 PS), auf Wunsch gab es V8-Motoren mit 5,2 bis 6,3 Liter Hubraum (230–325 hp/233–329 PS).
Die Modelle von 1961 erhielten eine Modellpflege mit stark geänderter Front. Ein kleinerer 2,8-Liter-Sechszylinder (101 hp/102 PS) und ein größerer 6,8-Liter-V8 (350–375 hp/355–380 PS) ergänzten die Motorenpalette.
Der neue Dart war auf Anhieb ein großer Erfolg. Im Modelljahr 1960 entstanden von allen Dart-Versionen 306.603 Exemplare, weitaus mehr als von den größeren Modellen Matador und Polara. Im Modelljahr darauf sank der Absatz aber auf 137.000 Exemplare, hauptsächlich wegen eines als unglücklich empfundenen Facelifts.

## Modelljahr 1962

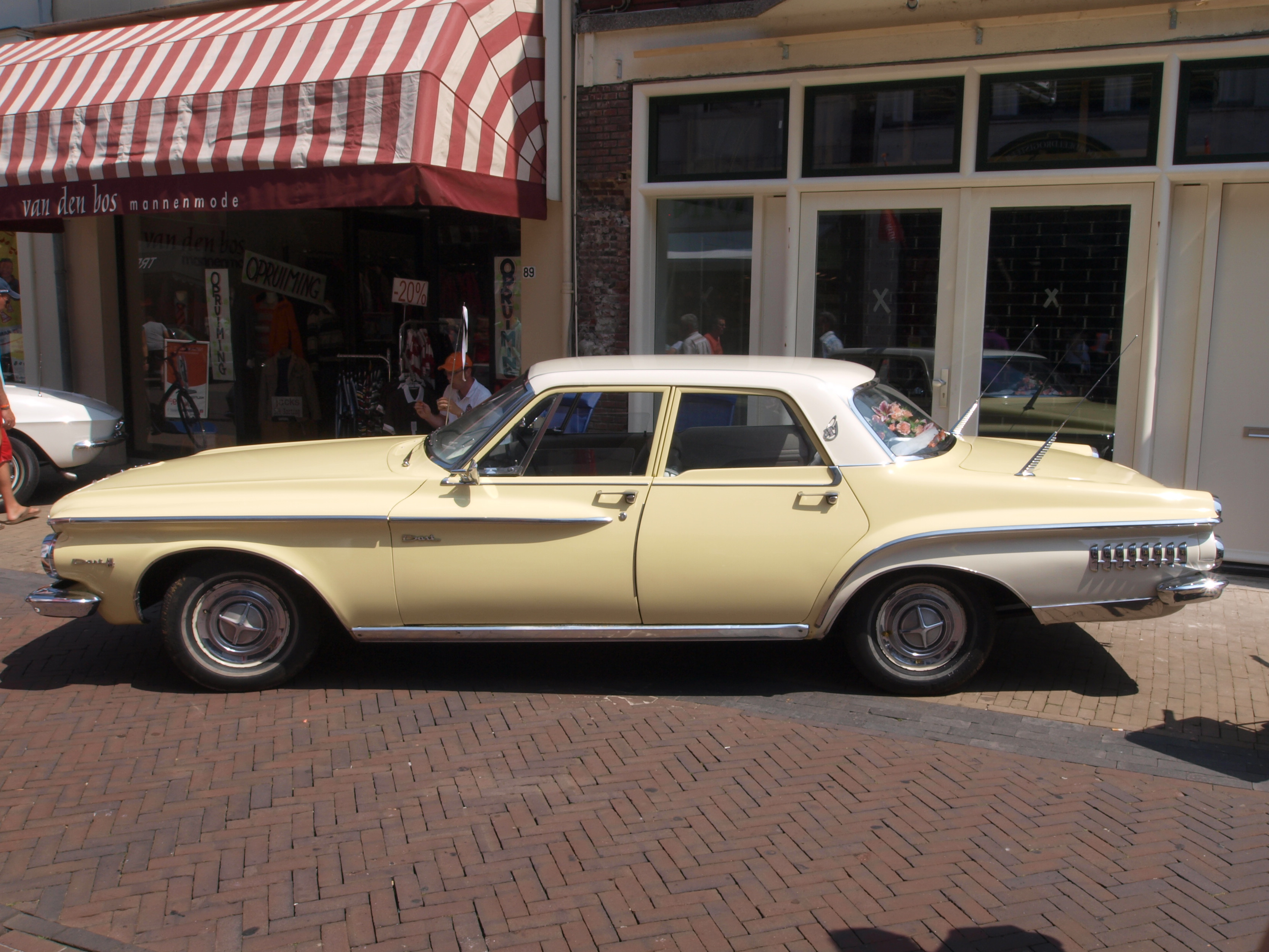
Dodge Dart 1962

Für das Jahr 1962 lancierte Dodge, wie auch die Schwestermarke Plymouth, deutlich verkleinerte Full-Size-Modelle mit einem Radstand von 295 statt zuletzt 300/310 Zentimetern. Der Dart, untergliedert in die Baureihen Basis, Dart 330 und Dart 440, stellte dabei wiederum die preiswerteren Modelle. Technisch waren keine nennenswerten Unterschiede zu verzeichnen, völlig neu im Stil waren aber die Karosserien.
Der Absatz sank um etwa 8,1 % auf 111.300 Darts.

## Modelljahre 1963–1966
Ab dem Modelljahr 1963 löste ein neuer Dart in der sogenannten „Compact“-Klasse den vormaligen Dodge Lancer ab. Dieser Dart besaß einen Radstand von 282 cm (Kombi: 269 cm) und konkurrierte in der Hauptsache mit Ford Falcon, Mercury Comet und den Compact-Modellen von General Motors: Chevrolet Chevy II, Pontiac Tempest, Oldsmobile F-85 und Buick Special. Plymouth bot mit dem zur selben Zeit erneuerten Valiant (Radstand 269 cm) ein ähnliches, im Detail aber anders gestaltetes Auto an.
Der neue Dart stand als zwei- und viertürige Limousine, fünftüriger Kombi, zweitüriges Hardtop-Coupé und als Cabriolet in den Ausstattungslinien Dart 170, Dart 270 und Dart GT im Programm. Sechszylindermotoren von 2,8 und 3,7 Litern Hubraum standen zur Wahl.
Ab Modelljahr 1964 kam ein 180 hp/182 PS starker 4,5-Liter-V8 hinzu.
In den Jahren 1965 und 1966 gab es nur geringfügige Detailänderungen und optische Retuschen.
Stückzahlen (Modelljahre):
- 1963: 140.900
- 1964: 181.300
- 1965: 177.300
- 1966:  83.600

## Modelljahre 1967–1976; Dodge Demon

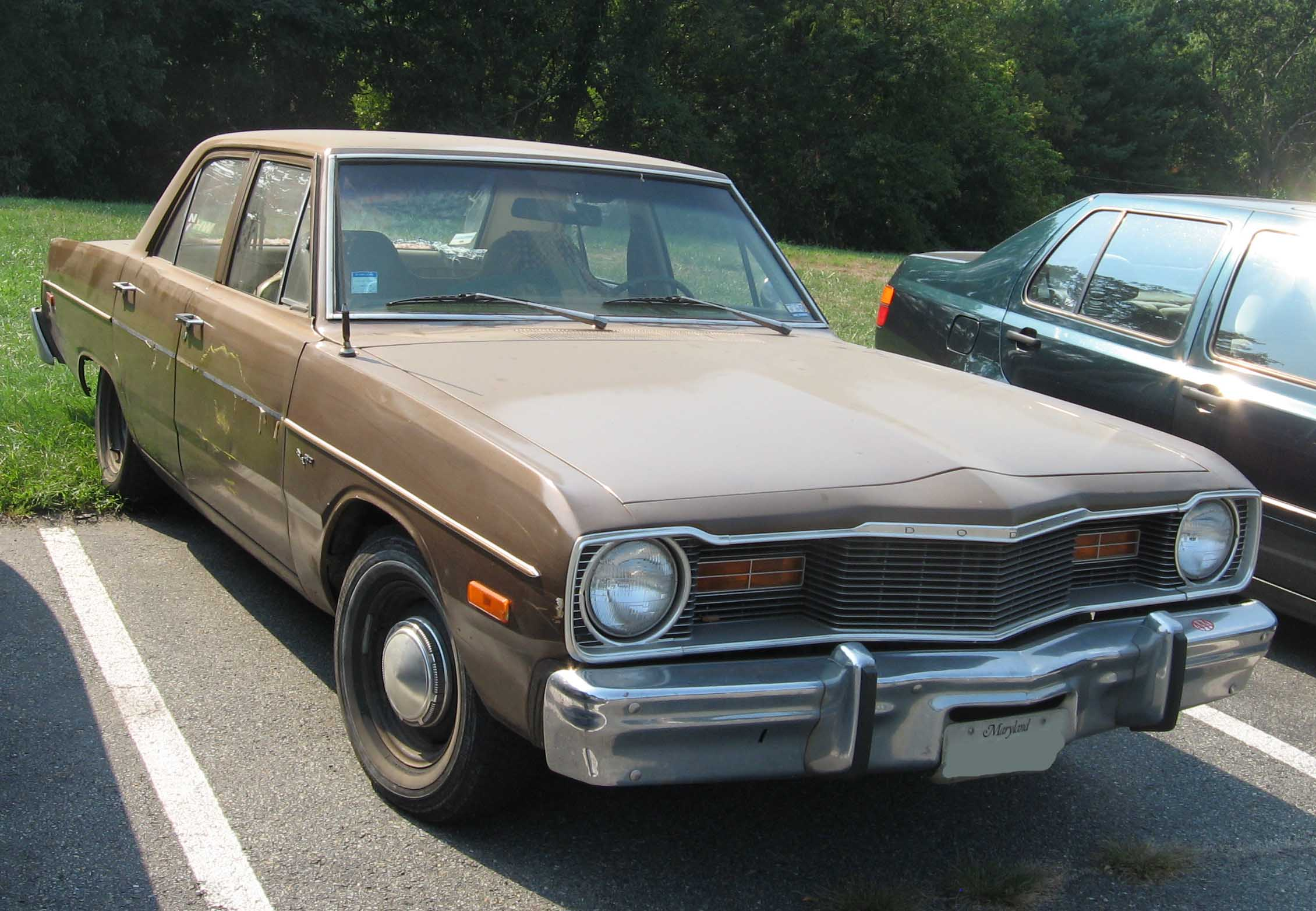
Dodge Dart Limousine, 1975/76

Im Herbst 1966 präsentierte Dodge auf unveränderter Technik einen Dart mit völlig neuer Karosserie. Das Parallelmodell Plymouth Valiant wurde zu diesem Zeitpunkt ebenfalls erneuert, besaß aber erneut einen kürzeren Radstand als der Dart (274 statt 282 cm) und eine andere Karosserie. Kombi und Cabriolet entfielen, viertürige Limousine und zweitüriges Hardtop-Coupé blieben im Programm. Angeboten wurden die Ausstattungsvarianten Basis, Dart 270 und Dart GT. 1968 rückte das betont sportliche Dart GTS Coupé mit 275 hp/279 PS leistendem 5,6-Liter-V8 an die Spitze des Dart-Modellangebotes.
1969 wurde der Dart 270 durch den Dart Custom ersetzt und das Hardtop-Coupé Swinger, das mit Motoren von 2,8 bis 6,3 Litern Hubraum erhältlich war, kam neu ins Angebot.
1970 erfolgte ein größeres Facelift mit neuen Front- und Heckpartien; der GTS entfiel und als Muscle-Car-Variante fungierte nun der Dart Swinger 340.
1971 erschien als zusätzliche Dart-Variante auf dem kürzeren Radstand des Plymouth Valiant der Demon, ein zweitüriges Coupé mit komplett neuer Karosserie. Sein Plymouth-Parallelmodell war der Valiant Duster.

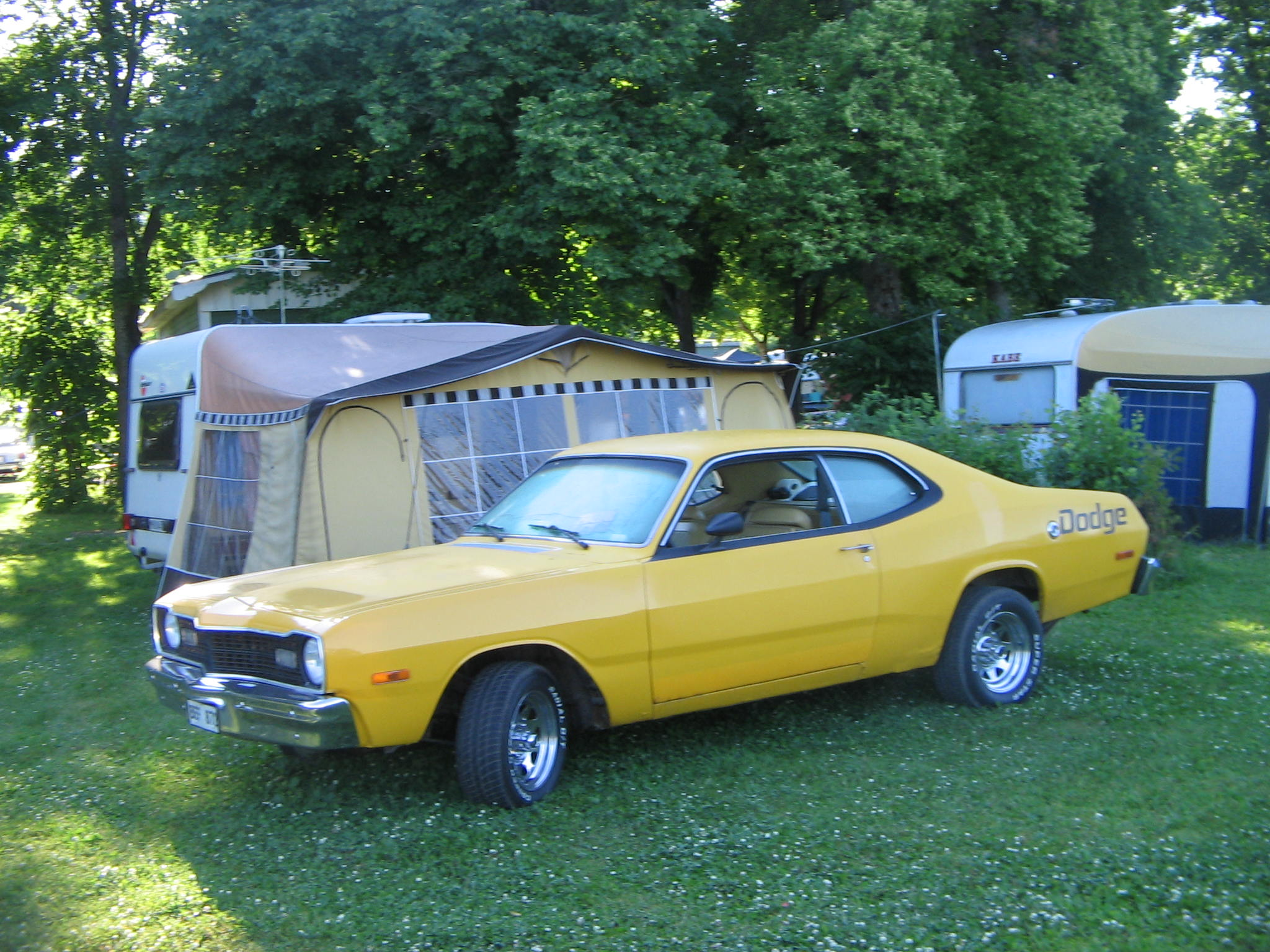
Dodge Dart Sport

1972 wurden unter den Bezeichnungen Demon, Dart, Dart Swinger und Dart Custom insgesamt 7 verschiedene Modelle angeboten.
1973 schrumpfte diese Zahl auf sechs und der Demon wurde in Dart Sport umbenannt – konservative christliche Kreise hatten Anstoß am bisherigen Namen („Dämon“) genommen. Zugleich erhielten die Darts, den US-Vorschriften entsprechend, kräftigere vordere Stoßstangen. 1974 wurde die bisherige Sportversion Dart Sport 340 durch den Sport 360 mit etwas größerem 5,9-Liter-V8 (170 hp/172 PS) ersetzt.
1974 wurden auch die hinteren Stoßfänger robuster gestaltet; neu waren die SE-Modelle mit umfangreicherer Ausstattung.
Für das letzte Modelljahr des Dart, 1976, entfielen die SE-Ausführungen. Den Sport gab es auch in einer „Lite“ genannten Version mit Aluminium-Teilen; die Gewichtsreduzierung um 50 kg sollte den Benzinverbrauch senken helfen.
Nachfolger des langlebigen Dart war der Dodge Aspen. Auf dem mexikanischen Markt trugen der Dodge Aspen und seine Nachfolgemodelle bis in die 1980er-Jahre hinein die Bezeichnung Dodge Dart.
Stückzahlen (Modelljahre):
- 1967: 153.500
- 1968: 171.800
- 1969: 191.000
- 1970: 191.986
- 1971: Dart: 170.461; Demon: 79.959
- 1972: Dart: 214.788; Demon: 48.580
- 1973: Dart: 209.264; Sport: 79.428
- 1974: Dart: 195.998; Sport: 67.469
- 1975: Dart: 133.905; Sport: 37.192
- 1976: Dart: 39.822; Sport: 13.642

## Der Dart in aller Welt
Der Dart wurde außer in Nordamerika in weiteren Ländern weltweit in mehr oder weniger veränderter Form produziert.

### Brasilien
In Brasilien fertigte der dortige Chrysler-Ableger von 1969 bis 1983 auf dem US-Dart des Jahres 1969 aufbauende Varianten als Limousine und Hardtop-Coupé unter den Bezeichnungen Dodge Dart (5,2-Liter-V8, 201 SAE-PS (148 kW)), Dodge Charger (Coupé, 5,2 Liter, 208 PS (153 kW)) und Dodge Charger R/T (Coupé, 5,2 Liter, 218 PS (160 kW)), ab 1974 die besser ausgestatteten Versionen Gran Sedan und Gran Coupé und ab 1978 Dodge Magnum und LeBaron. Dort war der Dodge Dart als Ersatz für den Simca Esplanada gedacht.

### Argentinien
In Argentinien baute die dortige Chrysler Fevre SAIC von 1968 bis 1979 Dart-Abwandlungen, ebenfalls als Limousine und Coupé, mit dem 3,7-Liter-Sechszylinder oder dem 5,2-Liter-V8. Diese Modelle liefen unter den Namen Dodge Valiant (3,7 Liter, 139 SAE-PS (102 kW)), Dodge Coronado und Polara (Scheibenbremsen, 3,7 Liter, 147 PS (108 kW)), Dodge GT (3,7 Liter, 157 PS (115 kW)), Dodge RT (Coupé, 3,7 Liter, 165 PS (121 kW)) und Dodge GTX (Coupé, 5,2 Liter, 215 PS (158 kW)).

### Spanien

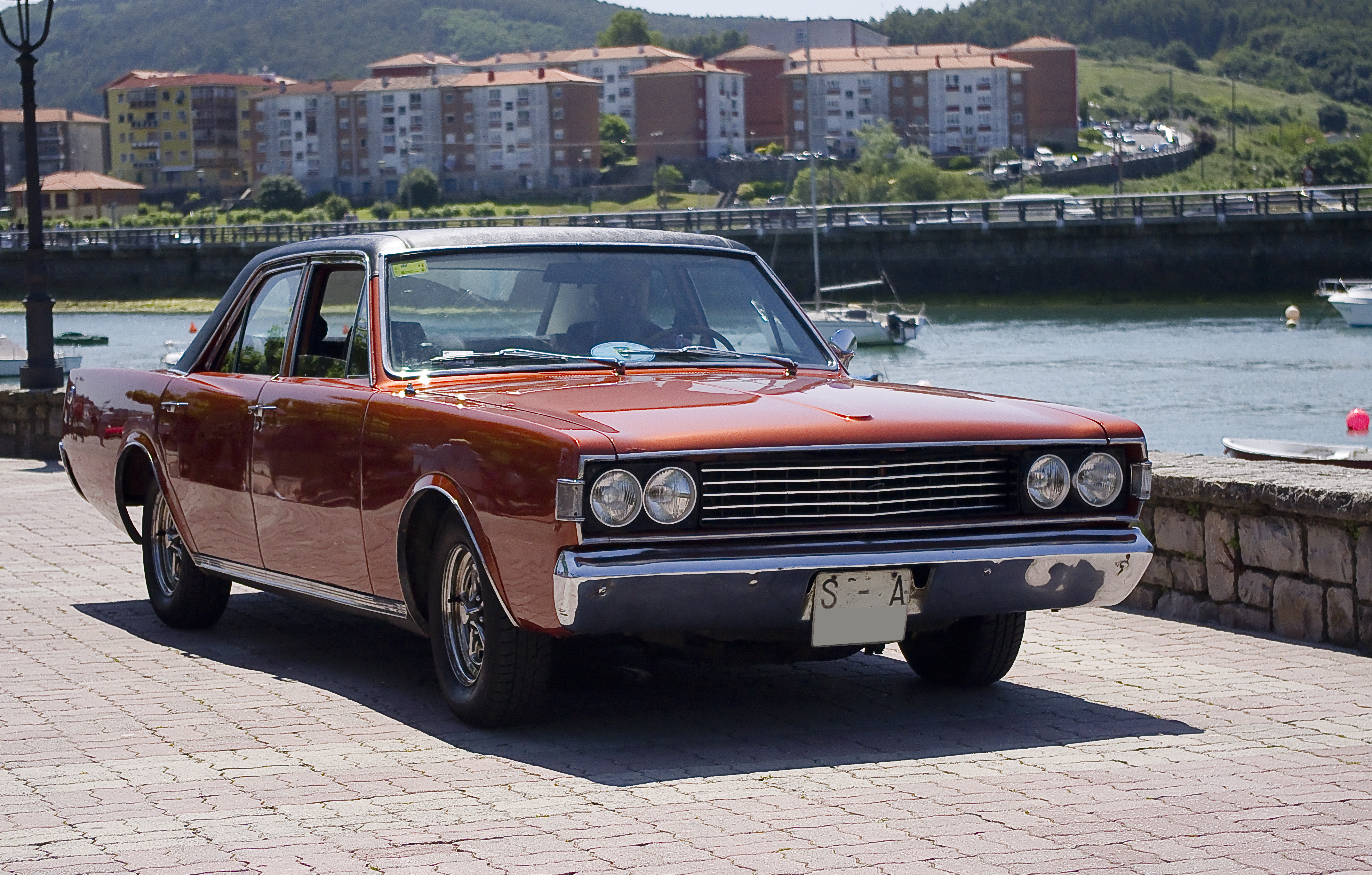
Dodge 3700 GT aus spanischer Produktion

In Spanien produzierte der zum Chrysler-Konzern gehörende LKW-Hersteller Barreiros von 1965 bis 1971 den 1963er Dart als Limousine und Kombi in optisch leicht veränderter Gestalt, ab 1969 auch als Dodge Diesel und als Dart 3700 GT; von diesen Modellen entstanden insgesamt 17.589 Exemplare. Von 1971 bis 1977 baute Barreiros einen Dodge 3700 genannten Wagen, der auf einer Konstruktion der argentinischen Chrysler-Tochter basiert. Alle wurden von Chryslers 3,7-Liter-Reihensechszylinder mit 165 SAE-PS (121 kW) angetrieben. Von dieser Baureihe wurden in Spanien 9959 Stück gefertigt.

### Schweiz
In der Schweiz wurden in den 1960er- und 1970er-Jahren vom VW-, Porsche- und Chrysler-Importeur AMAG einige Modelle der Dart-Reihe überwiegend in Handarbeit aus CKD-Teilen montiert.

## Technische Daten Dodge Dart-Modelle Brasilien/Argentinien
| Dodge:                          | Dart (BR):                                                                                                  | Charger (BR):                                                                                               | Charger R/T (BR, 1973):                                                                                     | Charger R/T (BR, 1979):                                                                                     | Valiant (Arg.):                                                                                             | Polara/Coronado (Arg.):                                                                                     | GTX (Arg.):                                                                                                 | GTX V-8 (Arg.):                                                                                             |
| ------------------------------- | --- | --- | --- | --- | --- | --- | --- | --- |
| Motor                           | 8-Zylinder-V-Motor (Viertakt), Bankwinkel 90°                                                               | 8-Zylinder-V-Motor (Viertakt), Bankwinkel 90°                                                               | 8-Zylinder-V-Motor (Viertakt), Bankwinkel 90°                                                               | 8-Zylinder-V-Motor (Viertakt), Bankwinkel 90°                                                               | 6-Zylinder-Reihenmotor (Viertakt)                                                                           | 6-Zylinder-Reihenmotor (Viertakt)                                                                           | 6-Zylinder-Reihenmotor (Viertakt)                                                                           | 8-Zylinder-V-Motor (Viertakt), Bankwinkel 90°                                                               |
| Hubraum                         | 5210 cm³ | 5210 cm³ | 5210 cm³ | 5210 cm³ | 3696 cm³ | 3696 cm³ | 3696 cm³ | 5210 cm³ |
| Bohrung × Hub                   | 99,3 × 84,1 mm                                                                                              | 99,3 × 84,1 mm                                                                                              | 99,3 × 84,1 mm                                                                                              | 99,3 × 84,1 mm                                                                                              | 86,5 × 104,8 mm                                                                                             | 86,5 × 104,8 mm                                                                                             | 86,5 × 104,8 mm                                                                                             | 99,3 × 84,1 mm                                                                                              |
| Leistung bei 1/min              | 148 kW (201 SAE-PS) bei 4400                                                                                | 153 kW (208 SAE-PS) bei 4400                                                                                | 160 kW (218 SAE-PS) bei 4400                                                                                | 153 kW (208 SAE-PS) bei 4400                                                                                | 102 kW (139 SAE-PS) bei 4400                                                                                | 109 kW (147 SAE-PS) bei 4400                                                                                | 114 kW (157 SAE-PS) bei 4500                                                                                | 158 kW (215 SAE-PS) bei 4000                                                                                |
| Max. Drehmoment bei 1/min       | 423 SAE-Nm bei 2400                                                                                         | 423 SAE-Nm bei 2400                                                                                         | 438 SAE-Nm bei 2400                                                                                         | 423 SAE-Nm bei 2400                                                                                         | 290 SAE-Nm bei 2400                                                                                         | 303 SAE-Nm bei 2400                                                                                         | 310 SAE-Nm bei 2400                                                                                         | 431 SAE-Nm bei 2400                                                                                         |
| Verdichtung                     | 7,5:1 | 7,5:1 | 8,4:1 | 7,5:1 | 7,3:1 | 8,4:1 | 8,4:1 | 8,5:1 |
| Gemischaufbereitung             | 1 Fallstrom-Doppelvergaser                                                                                  | 1 Fallstrom-Doppelvergaser                                                                                  | 1 Fallstrom-Doppelvergaser                                                                                  | 1 Fallstrom-Doppelvergaser                                                                                  | 1 Fallstromvergaser                                                                                         | 1 Fallstromvergaser                                                                                         | 1 Fallstrom-Doppelvergaser                                                                                  | 1 Fallstrom-Doppelvergaser                                                                                  |
| Ventilsteuerung                 | Zentrale Nockenwelle, Antrieb über Kette                                                                    | Zentrale Nockenwelle, Antrieb über Kette                                                                    | Zentrale Nockenwelle, Antrieb über Kette                                                                    | Zentrale Nockenwelle, Antrieb über Kette                                                                    | Seitliche Nockenwelle, Antrieb über Kette                                                                   | Seitliche Nockenwelle, Antrieb über Kette                                                                   | Seitliche Nockenwelle, Antrieb über Kette                                                                   | Zentrale Nockenwelle, Antrieb über Kette                                                                    |
| Kühlung                         | Wasserkühlung                                                                                               | Wasserkühlung                                                                                               | Wasserkühlung                                                                                               | Wasserkühlung                                                                                               | Wasserkühlung                                                                                               | Wasserkühlung                                                                                               | Wasserkühlung                                                                                               | Wasserkühlung                                                                                               |
| Getriebe                        | 3- oder 4-Gang-Getriebe, Lenkrad- oder Mittelschaltung a. W. Torqueflite-Dreigangautomatik Hinterradantrieb | 3- oder 4-Gang-Getriebe, Lenkrad- oder Mittelschaltung a. W. Torqueflite-Dreigangautomatik Hinterradantrieb | 3- oder 4-Gang-Getriebe, Lenkrad- oder Mittelschaltung a. W. Torqueflite-Dreigangautomatik Hinterradantrieb | 3- oder 4-Gang-Getriebe, Lenkrad- oder Mittelschaltung a. W. Torqueflite-Dreigangautomatik Hinterradantrieb | 3- oder 4-Gang-Getriebe, Lenkrad- oder Mittelschaltung a. W. Torqueflite-Dreigangautomatik Hinterradantrieb | 3- oder 4-Gang-Getriebe, Lenkrad- oder Mittelschaltung a. W. Torqueflite-Dreigangautomatik Hinterradantrieb | 3- oder 4-Gang-Getriebe, Lenkrad- oder Mittelschaltung a. W. Torqueflite-Dreigangautomatik Hinterradantrieb | 3- oder 4-Gang-Getriebe, Lenkrad- oder Mittelschaltung a. W. Torqueflite-Dreigangautomatik Hinterradantrieb |
| Radaufhängung vorn              | Dreieckslenker oben, Querlenker unten, Zugstreben, Torsionsstäbe                                            | Dreieckslenker oben, Querlenker unten, Zugstreben, Torsionsstäbe                                            | Dreieckslenker oben, Querlenker unten, Zugstreben, Torsionsstäbe                                            | Dreieckslenker oben, Querlenker unten, Zugstreben, Torsionsstäbe                                            | Dreieckslenker oben, Querlenker unten, Zugstreben, Torsionsstäbe                                            | Dreieckslenker oben, Querlenker unten, Zugstreben, Torsionsstäbe                                            | Dreieckslenker oben, Querlenker unten, Zugstreben, Torsionsstäbe                                            | Dreieckslenker oben, Querlenker unten, Zugstreben, Torsionsstäbe                                            |
| Radaufhängung hinten            | Starrachse, halbelliptische Blattfedern                                                                     | Starrachse, halbelliptische Blattfedern                                                                     | Starrachse, halbelliptische Blattfedern                                                                     | Starrachse, halbelliptische Blattfedern                                                                     | Starrachse, halbelliptische Blattfedern                                                                     | Starrachse, halbelliptische Blattfedern                                                                     | Starrachse, halbelliptische Blattfedern                                                                     | Starrachse, halbelliptische Blattfedern                                                                     |
| Bremsen                         | Vierrad-Trommelbremsen, Bremskraftverstärker Charger R/T, Coronado, Polara und GTX Scheibenbremsen vorne    | Vierrad-Trommelbremsen, Bremskraftverstärker Charger R/T, Coronado, Polara und GTX Scheibenbremsen vorne    | Vierrad-Trommelbremsen, Bremskraftverstärker Charger R/T, Coronado, Polara und GTX Scheibenbremsen vorne    | Vierrad-Trommelbremsen, Bremskraftverstärker Charger R/T, Coronado, Polara und GTX Scheibenbremsen vorne    | Vierrad-Trommelbremsen, Bremskraftverstärker Charger R/T, Coronado, Polara und GTX Scheibenbremsen vorne    | Vierrad-Trommelbremsen, Bremskraftverstärker Charger R/T, Coronado, Polara und GTX Scheibenbremsen vorne    | Vierrad-Trommelbremsen, Bremskraftverstärker Charger R/T, Coronado, Polara und GTX Scheibenbremsen vorne    | Vierrad-Trommelbremsen, Bremskraftverstärker Charger R/T, Coronado, Polara und GTX Scheibenbremsen vorne    |
| Lenkung                         | Kugelumlauflenkung                                                                                          | Kugelumlauflenkung                                                                                          | Kugelumlauflenkung                                                                                          | Kugelumlauflenkung                                                                                          | Kugelumlauflenkung                                                                                          | Kugelumlauflenkung                                                                                          | Kugelumlauflenkung                                                                                          | Kugelumlauflenkung                                                                                          |
| Karosserie                      | Stahlblech, selbsttragend                                                                                   | Stahlblech, selbsttragend                                                                                   | Stahlblech, selbsttragend                                                                                   | Stahlblech, selbsttragend                                                                                   | Stahlblech, selbsttragend                                                                                   | Stahlblech, selbsttragend                                                                                   | Stahlblech, selbsttragend                                                                                   | Stahlblech, selbsttragend                                                                                   |
| Spurweite vorn/hinten           | 1480/1430 mm                                                                                                | 1480/1430 mm                                                                                                | 1480/1430 mm                                                                                                | 1480/1430 mm                                                                                                | 1480/1430 mm                                                                                                | 1480/1430 mm                                                                                                | 1480/1430 mm                                                                                                | 1480/1430 mm                                                                                                |
| Radstand                        | 2820 mm | 2820 mm | 2820 mm | 2820 mm | 2820 mm | 2820 mm | 2820 mm | 2820 mm |
| Abmessungen                     | 4960 mm × 1810 mm × 1430 mm                                                                                 | 4960 mm × 1810 mm × 1430 mm                                                                                 | 4960 mm × 1810 mm × 1430 mm                                                                                 | 5080 mm × 1810 mm × 1430 mm                                                                                 | 5010 mm × 1860 mm × 1410 mm                                                                                 | 5010 mm × 1860 mm × 1410 mm                                                                                 | 5010 mm × 1860 mm × 1410 mm                                                                                 | 5010 mm × 1860 mm × 1410 mm                                                                                 |
| Leergewicht                     | 1497 kg | 1505 kg | 1505 kg | 1660 kg | 1325 kg | 1430 kg | 1450 kg | 1500 kg |
| Höchstgeschwindigkeit           | 175 km/h | ca. 190 km/h                                                                                                | ca. 190 km/h                                                                                                | ca. 190 km/h                                                                                                | ca. 160 km/h                                                                                                | 162 km/h | 170 km/h | 195 km/h |
| 0–100 km/h                      | 12 s | n. a. | 11 s | 11 s | n. a. | n. a. | n. a. | n. a. |
| Verbrauch (Liter/100 Kilometer) | ca. 14–19 N                                                                                                 | ca. 18–20 S                                                                                                 | ca. 18–20 S                                                                                                 | n. a. | 12,0 N | ca. 12,5 N                                                                                                  | ca. 12–16 N                                                                                                 | ca. 16,5 N                                                                                                  |

(Quelle: Automobil Revue, Katalognummer 1973 (techn. Daten))